# Mercury Sable
Le Mercury Sable est une gamme de voitures fabriquées et commercialisées par la marque Mercury de la Ford Motor Company. Il a été introduit le 26 décembre 1985 en remplacement de la Mercury Marquis, marquant ainsi la transition de la gamme de produits Mercury de taille moyenne vers la traction avant.
Pendant sa période de production, le Sable était le pendant badge-engineered de Mercury à la Ford Taurus, positionné en dessous du Grand Marquis dans la gamme Mercury. De 1986 à 2005, il a été produit en tant que berline quatre portes et break cinq portes de taille moyenne. En 2006, le Sable a été remplacé par la Montego de taille pleine et la Milan de taille moyenne. Il a été réintroduit en 2008 en tant que voiture de taille pleine, proposée en berline quatre portes.
En raison de ventes en baisse, le Sable a été abandonné après l'année modèle 2009, ne laissant aucune version Mercury pour la sixième génération de la Taurus. Le dernier Sable a été produit le 21 mai 2009 ; au total, 2 112 374 Sables ont été fabriqués pendant sa production de 1985 à 2005,.
Le nom "Sable" est dérivé du petit mammifère russe du même nom.

## Contexte
Au début de l'année 1980, le développement du Mercury Sable a commencé aux côtés de la Ford Taurus, ce projet de 3,5 milliards de dollars deviendrait à l'époque le plus grand développement jamais entrepris par Ford,,. Initialement destinées à remplacer ses gammes de véhicules à propulsion arrière de taille pleine et de taille moyenne (plateformes Panther et Fox, respectivement), la Taurus/Sable s'est concentrée sur le segment de taille moyenne en 1981, car la société estimait que la stabilisation des prix de l'essence justifiait la poursuite de ses modèles de taille pleine. La Taurus devait remplacer la Ford LTD tandis que le Sable remplaçait la Mercury Marquis.
Bien que conçues entièrement en Amérique du Nord, les Taurus/Sable ont été conçues selon une approche similaire à celle de la Ford Escort, en utilisant une équipe interdisciplinaire, chaque élément du véhicule a été conçu simultanément, y compris la fabrication et l'assemblage. En plus des avis des acheteurs potentiels (contrairement à l'Edsel), Ford a utilisé l'ingénierie inversée des véhicules concurrents comme outil de conception.
Pendant le développement du Sable, Mercury est devenue l'une des dernières marques américaines à adopter la traction avant dans sa gamme de véhicules. En 1982, General Motors a produit le quatuor de la Chevrolet Citation (version berline/break) ; un an plus tard, Chrysler a élargi sa gamme de voitures K dans le segment de taille moyenne avec la première Chrysler New Yorker à traction avant. Coïncidant avec le lancement du Sable en 1986, General Motors a réduit la taille de ses berlines pleine grandeur Buick, Oldsmobile et Pontiac pour les passer à la traction avant, légèrement plus grandes que le Sable de taille moyenne.
En 1983, Mercury a subi une révision de sa marque, le Cougar reprenant son rôle traditionnel de coupé personnel à deux portes aux côtés de la Ford Thunderbird. Le Thunderbird et le Cougar ont subi un remodelage complet de leur carrosserie tout en conservant les mêmes bases de châssis, devenant ainsi les premières voitures Ford à adopter des designs hautement aérodynamiques, un objectif central de la conception de la Taurus/Sable. Le Cougar de 1983 a été bien accueilli sur le marché (dépassant les ventes de la Thunderbird de 1983) ; Ford a alors choisi d'abandonner complètement la conception de voitures "carrées", ce qui a influencé d'autres constructeurs automobiles à faire de même pendant les années 1980. À la suite du Thunderbird et du Cougar, Ford a introduit la Ford Tempo et la Mercury Topaz de 1984. Remplaçantes compactes à traction avant de la Ford Fairmont/Mercury Zephyr, la Tempo/Topaz ont marqué la première utilisation d'un design de carrosserie aérodynamique par Ford pour une berline.

### Lancement
Au milieu de l'année 1985, Ford a dévoilé le Mercury Sable aux côtés de la Ford Taurus en tant que modèle 1986. Au lieu d'une présentation traditionnelle lors d'un salon de l'automobile, le lancement a eu lieu dans un studio des studios MGM (où Autant en emporte le vent a été filmé). Les employés de Ford sont entrés dans la pièce, qui était décorée dans un style spatial, tenant des tasses en forme de soucoupes volantes et les Taurus et Sable étaient cachées derrière un rideau. Avec des flashs de stroboscope et un roulement de tambour, le rideau a été tiré et les deux voitures ont été révélées au public. Ford avait prévu une campagne marketing sensuelle pour le Sable mettant en vedette la chanteuse et artiste Bette Midler. Cependant, Midler a refusé l'offre de Ford et a refusé de participer aux publicités, alors Ford a utilisé un imitateur de Midler comme substitut. Midler a intenté un procès en réponse, ce qui a donné lieu à la célèbre affaire Midler contre Ford Motor Co., qui a clarifié si les imitations pouvaient être considérées comme une appropriation de l'identité.

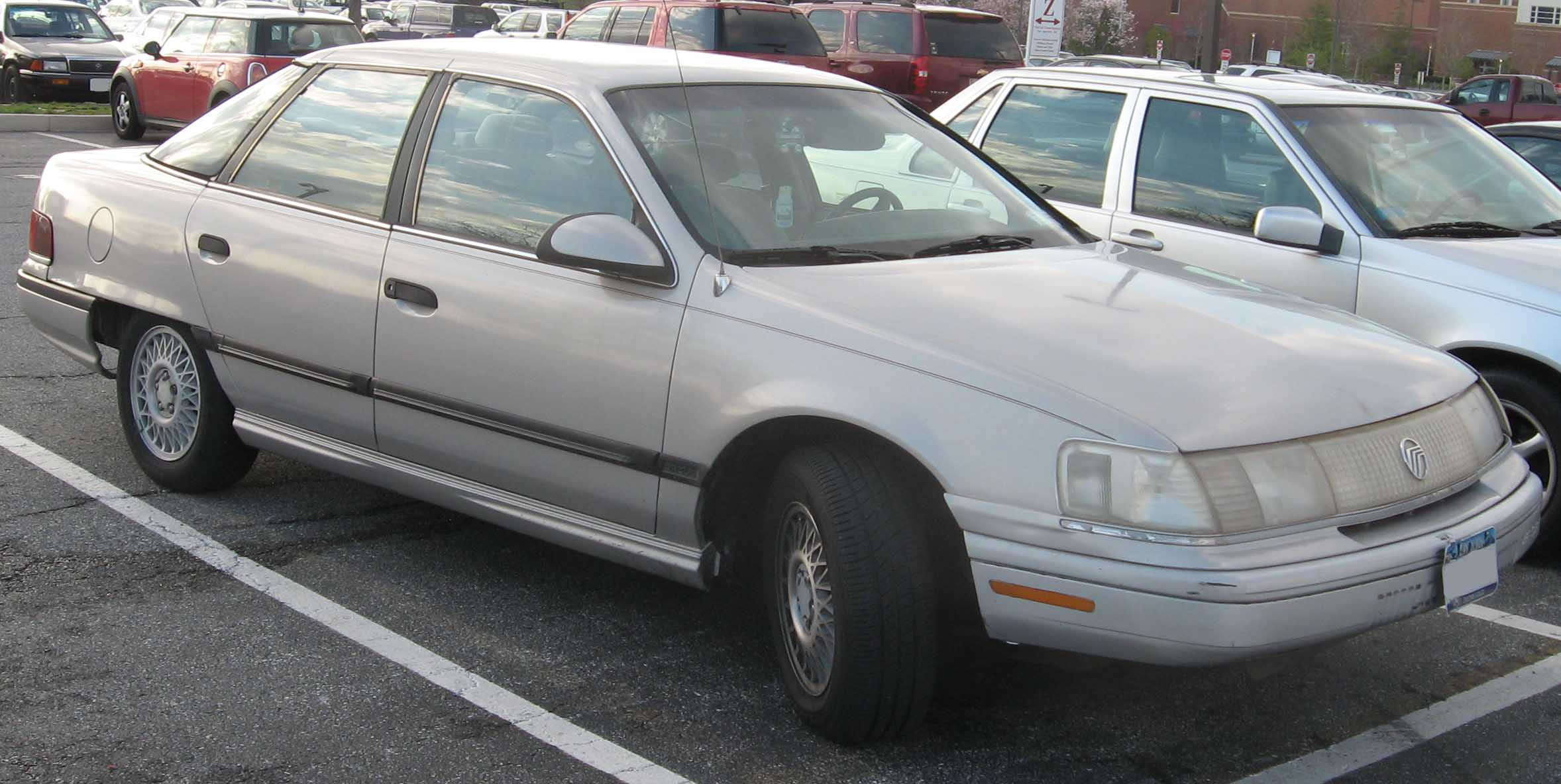
1re génération (1986-1991).
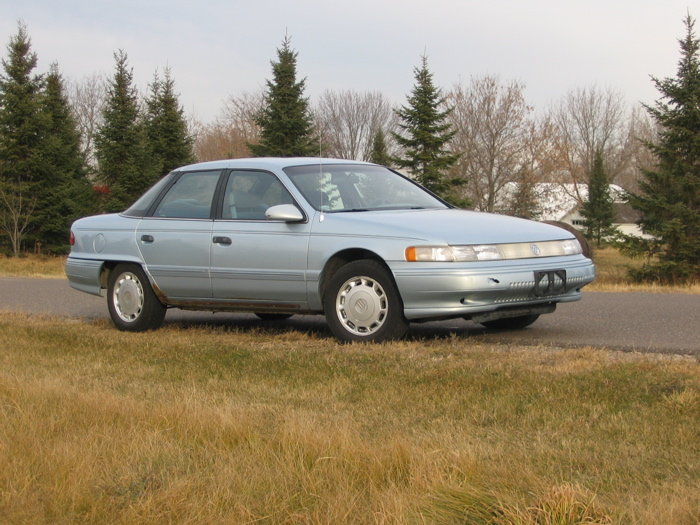
2e génération (1992–1995).
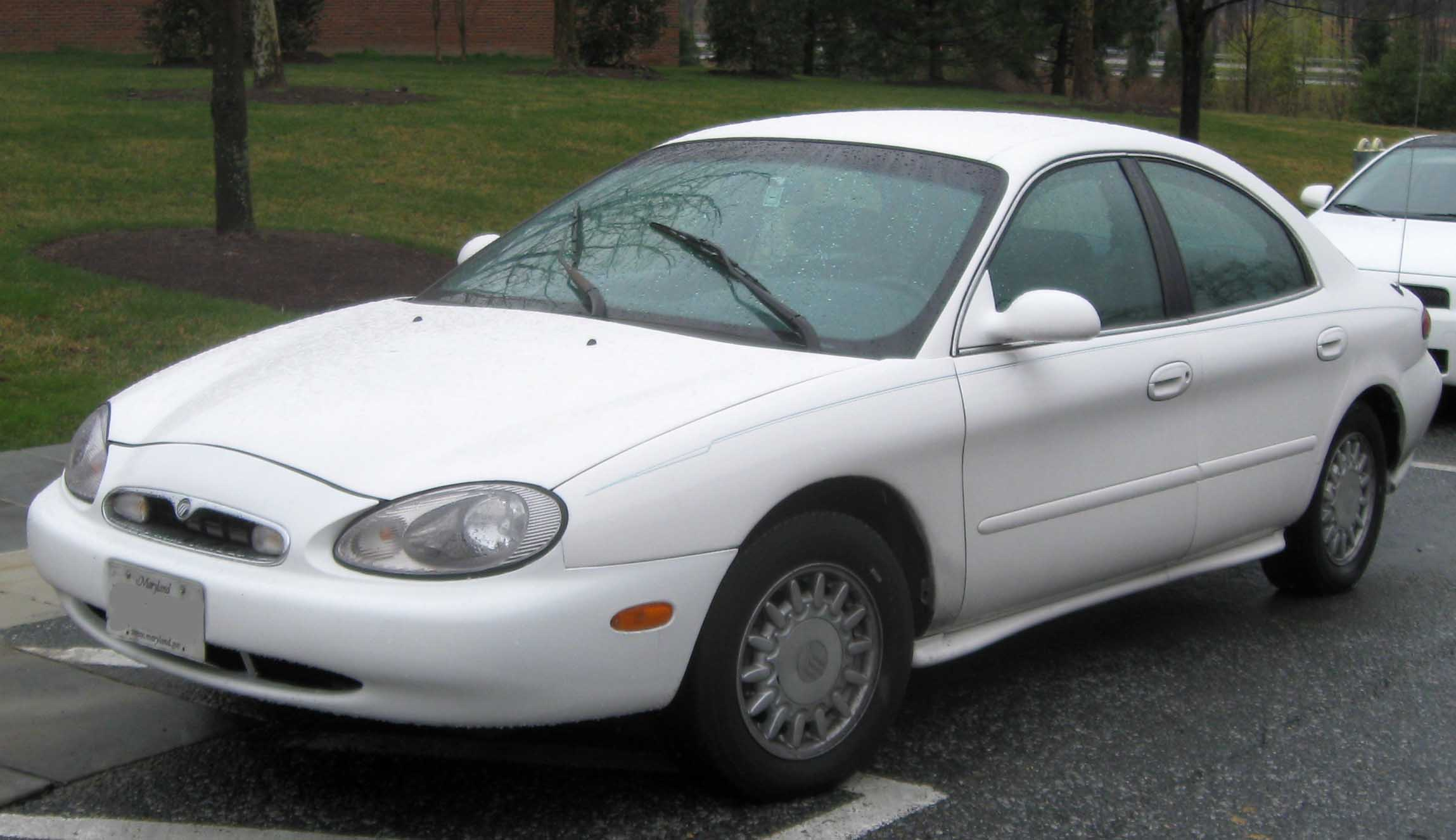
3e génération (1996–1999).
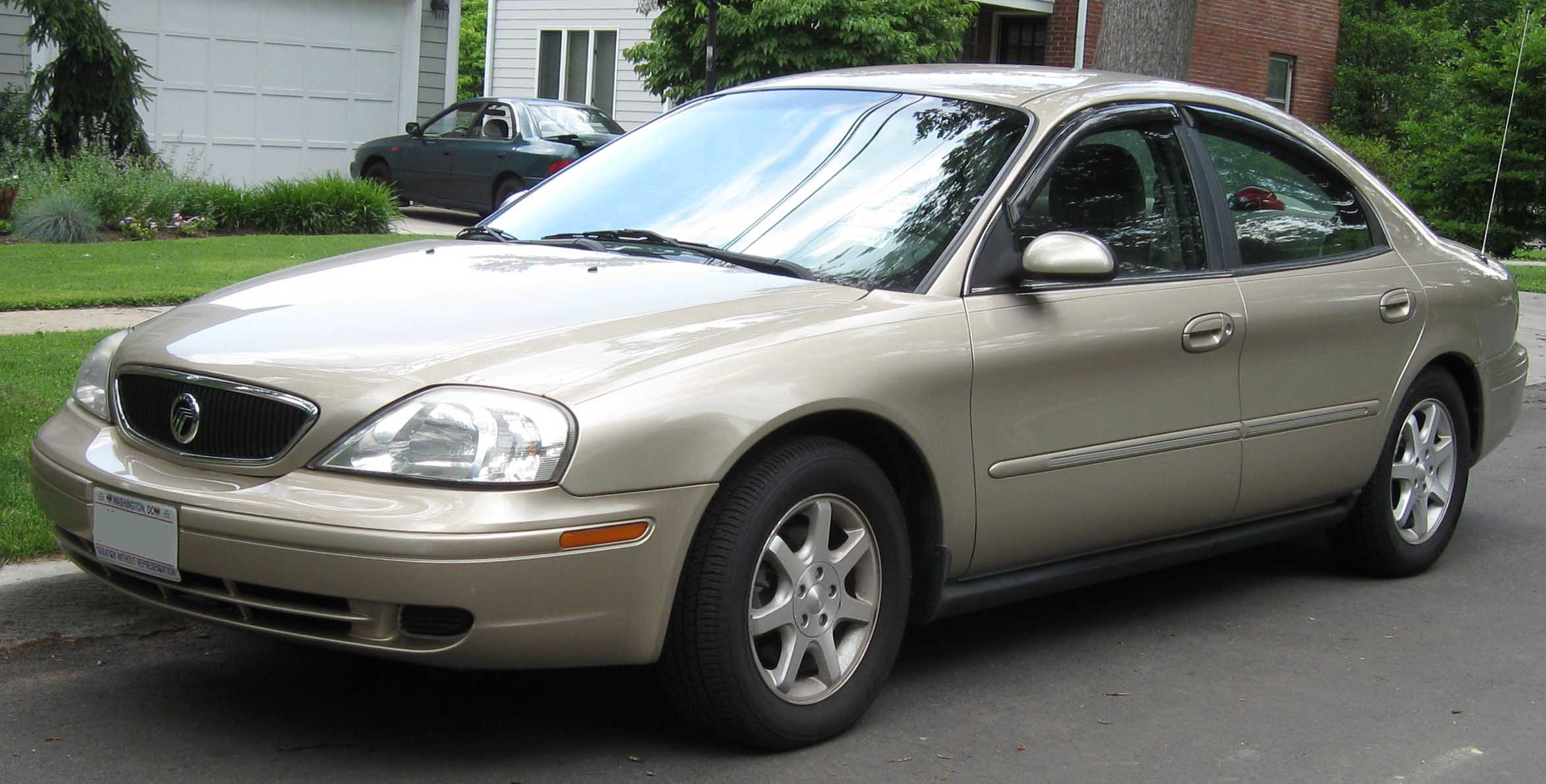
4e génération (2000–2005).
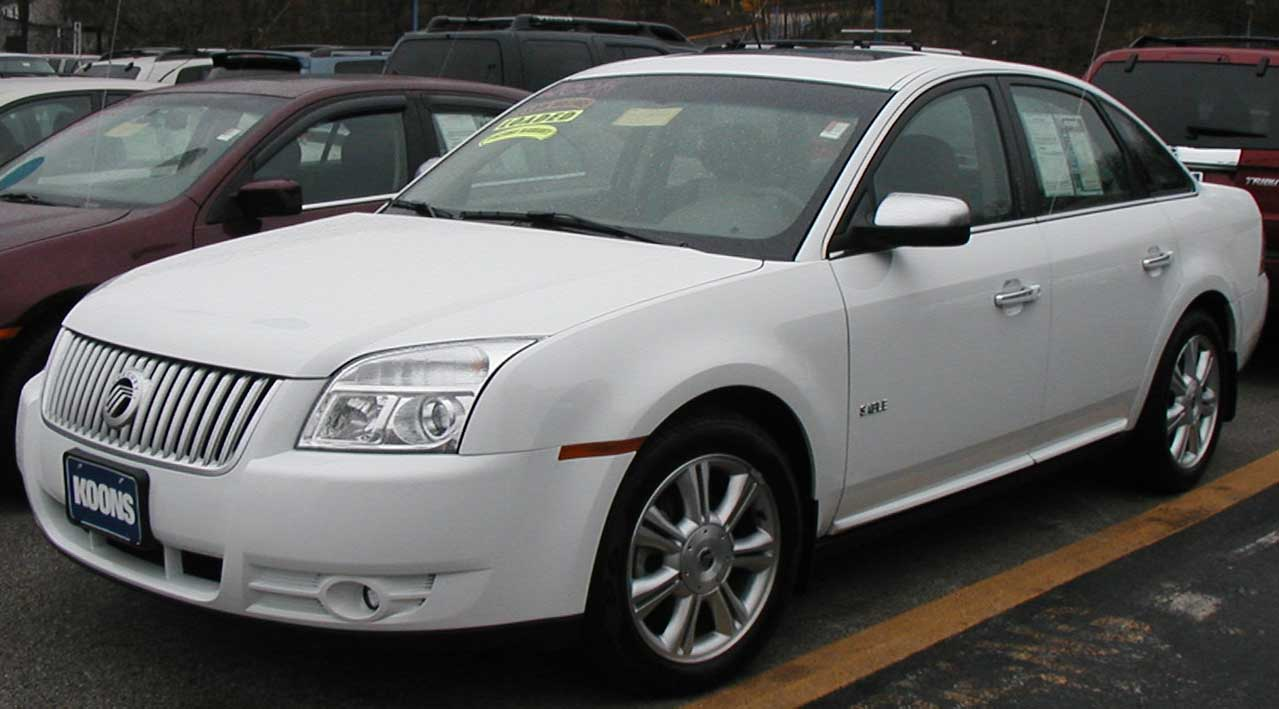
5e génération (2007-2009).

## Première génération (1986-1991)
Lancée à la fin de l'année 1985 en tant que modèle 1986, la Mercury Sable a remplacé la Mercury Marquis en tant que modèle de taille moyenne de la gamme Mercury, se positionnant entre la Topaz et la Grand Marquis/Colony Park. Développée aux côtés de la Ford Taurus, la Sable a été commercialisée aux côtés de son prédécesseur, la Marquis, en 1986, alors que Ford cherchait à protéger son investissement dans le projet.
Bien que largement devancée par la Taurus (qui deviendra la voiture la plus vendue aux États-Unis), la Sable a connu son propre succès, rivalisant avec la Grand Marquis pour devenir la ligne de modèles Mercury la plus vendue. La Sable a été présente dans la liste des dix meilleures voitures de Car and Driver dès sa sortie en 1986, puis à nouveau en 1990 et 1991.
Étant donné que Ford ne commercialisait pas la marque Mercury au Mexique, Ford of Mexico a commercialisé la gamme de modèles sous la marque Ford Taurus. En Corée du Sud, la Mercury Sable était commercialisée par Kia aux côtés de la Kia Potentia (Mazda Luce/929).

### Spécifications du châssis
La première génération de la Sable utilisait la plateforme Ford DN5 à traction avant, partageant son empattement de 106 pouces (2 692 mm) avec la Ford Taurus. Comme son prédécesseur, la Marquis, la Sable utilisait une structure monocoque. La Sable était équipée d'une suspension indépendante aux quatre roues. L'essieu avant était équipé de jambes de force MacPherson et d'une barre stabilisatrice. L'essieu arrière des berlines était un modèle à quatre bras avec ressorts hélicoïdaux (également avec des jambes de force MacPherson), tandis que la suspension arrière des breaks était un modèle à double triangulation avec ressorts hélicoïdaux, ainsi qu'une barre stabilisatrice. Comme la Marquis, la Sable était équipée de freins à disque à l'avant et de freins à tambour à l'arrière. Les breaks étaient équipés de freins arrière de plus grande taille.

#### Groupe motopropulseur
En 1986, la Sable était proposée avec deux moteurs : un moteur HSC I4 de 90 chevaux (associé à une transmission automatique à trois rapports) et un moteur V6 Vulcan de 140 chevaux (associé à une transmission automatique à quatre rapports). En raison de faibles ventes du moteur 4 cylindres dans la Sable, le moteur a été retiré de la gamme (bien qu'il soit resté standard sur la Taurus jusqu'en 1991), de même que la transmission automatique à trois rapports. En 1988, un moteur V6 Essex de 3,8 L a été introduit en option. Bien que sa puissance soit évaluée à 140 chevaux, comme le moteur V6 Vulcan de 3,0 L, le moteur V6 de 3,8 L offrait près de 35% de couple en plus (très populaire dans les breaks plus lourds).
Contrairement à la Taurus, la première génération de la Sable (et aucune de ses successeurs) n'était pas proposée avec une transmission manuelle.

### Conception de la carrosserie
La première génération de la Sable était proposée en deux styles de carrosserie : une berline quatre portes et un break cinq portes. Alors que sa prédécesseur, la Marquis de 1983 à 1986, partageait presque entièrement sa carrosserie avec sa contrepartie Ford LTD, la Sable berline ne partageait que ses portes et son toit avec la Taurus. Dans ce qui deviendrait une tradition pendant quatre générations de modèles, la carrosserie du break pour les deux lignes de modèles était dérivée de la Sable ; le break Taurus était stylé avec sa propre façade avant.
Pour différencier sa ligne de toit à 6 fenêtres de la Taurus, la Sable berline empruntait des éléments de design à la berline à hayon Ford Scorpio, utilisant des montants B, C et D noircis pour créer un effet de "toit flottant". La Sable était équipée d'une barre lumineuse de faible intensité entre les phares, au lieu de la calandre de couleur carrosserie utilisée par Ford. Cet élément de design deviendra une caractéristique adoptée ultérieurement par la Mercury Topaz et la Tracer, ainsi que par d'autres constructeurs automobiles au début des années 1990. La conception de la barre lumineuse mettait principalement l'accent sur l'absence de calandre conventionnelle. Bien qu'il s'agisse principalement d'un design "respirant par le bas", une fente d'entrée d'air vestigiale était également intégrée au pare-chocs sous la barre lumineuse. Ce design était déjà utilisé par la Citroën DS des années 1950, la Ford Mustang SVO et la Ford Sierra.
Le break Sable était conçu avec un hayon arrière et introduisait une nouvelle configuration pour la vitre arrière. Cela permettait à la vitre arrière d'être ouverte séparément du reste du hayon arrière. Contrairement à la tradition des breaks Mercury, aucune garniture extérieure en bois n'était proposée en option.
La Sable, tout comme la Taurus, était la première berline produite aux États-Unis à utiliser des phares composites aérodynamiques avec ampoules halogènes remplaçables. Pour commencer à les utiliser, Ford et d'autres constructeurs automobiles ont fait pression sur l'Administration nationale de la sécurité routière (NHTSA) pour qu'ils soient approuvés. La Continental Mark VII de 1984 est devenue la première voiture américaine à utiliser ces phares.
Bien que la Sable partageait en grande partie les mêmes caractéristiques intérieures que la Taurus, elle disposait d'un tableau de bord spécifique au modèle, partiellement intégré aux panneaux de porte. Les berlines Sable étaient équipées d'une banquette divisée 50/50 en série, offrant une capacité de six passagers, tout comme la Grand Marquis. En option, des sièges baquets avant étaient proposés, réduisant la capacité à cinq passagers. Le break Sable pouvait être équipé d'une troisième rangée de sièges orientée vers l'arrière en option, offrant ainsi une capacité de sept à huit passagers. C'était la première fois depuis le break Cougar de 1977 que Mercury proposait ce design dans son break de taille moyenne,.
Pendant sa production, la première génération de la Sable a subi peu de changements. En 1989, l'extérieur a été légèrement révisé, avec le remplacement des lentilles des feux de stationnement ambre par des unités transparentes. Les berlines ont également subi des modifications des lentilles des feux arrière. En 1990, le tableau de bord a été redessiné pour accueillir l'ajout d'un airbag côté conducteur, et un lecteur CD a été ajouté en option.

### Trim
La première génération de la Mercury Sable était proposée en deux niveaux de finition (par opposition aux quatre de la Taurus). Conformément aux autres modèles Mercury, une version de base GS (comparable à la version GL de la Taurus) et une version haut de gamme LS (légèrement supérieure à la version LX de la Taurus) étaient proposées.
Étant donné que Mercury n'a jamais proposé de transmission manuelle pour la première génération de la Sable, aucun équivalent de la Taurus MT-5 ou de la Taurus SHO n'a été introduit pour la Mercury Sable.

### Production
| Production de la Mercury Sable 1986-1991 | Production de la Mercury Sable 1986-1991 |
| Année                                    | Total                                    |
| ---------------------------------------- | ---------------------------------------- |
| 1986                                     | 95,635                                   |
| 1987                                     | 121,313                                  |
| 1988                                     | 121,285                                  |
| 1989                                     | 130,657                                  |
| 1990                                     | 103,749                                  |
| 1991                                     | 96,698                                   |
| Total: 669,337                           |                                          |

## Deuxième génération (1992-1995)

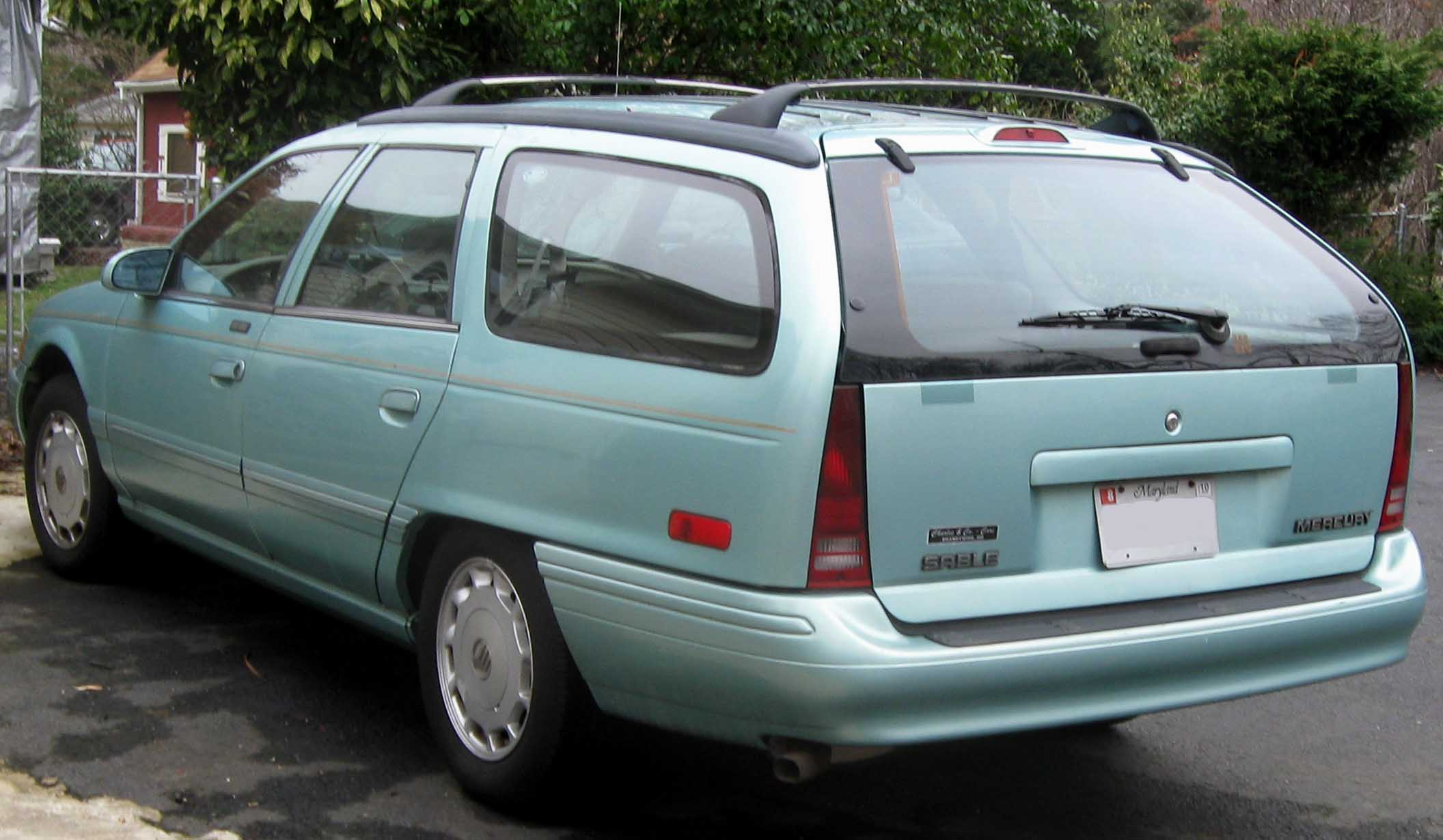
Deuxième génération du break Mercury Sable.

Pour l'année modèle 1992, la deuxième génération de la Mercury Sable a été introduite. Dans le cadre d'un investissement de 650 millions de dollars dans les modèles Taurus et Sable, les deux lignes de modèles ont bénéficié de mises à jour importantes, en se concentrant sur l'intérieur ainsi que sur les fascias avant et arrière. Contrairement à la Sable précédente, Ford a choisi un changement évolutif pour la ligne de modèles ; bien que visuellement similaire à la génération précédente, chaque panneau de carrosserie de la berline Sable (à l'exception des portes) a été modifié. Sur le break (partagé avec la Sable et la Taurus), le fascia avant a été redessiné, tout comme l'intérieur.
L'intérieur de la Sable a subi une refonte des panneaux de portes, du tableau de bord et des commandes intérieures. Après l'ajout en 1990 d'un airbag côté conducteur, la Sable a gagné un airbag côté passager en option pour 1992 (devenu standard en 1993). En 1993, le volant a été redessiné (avec le retour du klaxon au centre du volant).
Les niveaux de finition de base "GS" et de luxe "LS" ont été repris de la génération précédente. Un siège avant en tissu était de série sur les berlines et les breaks GS, bien que des sièges baquets en tissu étaient disponibles uniquement sur les berlines GS. Des sièges baquets en tissu haut de gamme étaient de série sur les berlines LS, mais un siège banquette était disponible sans frais supplémentaires. Une banquette avant était standard sur les breaks LS, avec des sièges baquets en option. Des revêtements de siège en cuir étaient disponibles sur toutes les Sables LS.
En 1992, pour l'année modèle 1993, des options impopulaires telles que le pare-brise chauffant "InstaClear" ont été éliminées. Pour les moteurs V6 de 3,0 L, le système de courroie d'entraînement est devenu un système à courroie unique en 1993 (auparavant, l'alternateur de 3,0 L utilisait une courroie séparée). Certaines versions de 1994 avec moteur 3,0 L ont commencé à recevoir la nouvelle transmission AX4N.
La version break était disponible avec à peu près les mêmes options que les versions berlines. Les breaks offraient un maximum de 81,1 pieds cubes d'espace de chargement lorsque la banquette arrière divisée 60/40 était abaissée. Ils étaient équipés d'une hayon à 2 positions (ouverture complète du hayon ou seulement de la vitre), d'une galerie de toit avec barres transversales et sangles de fixation, d'un siège arrière orienté vers l'arrière en option, d'un compartiment verrouillable sous le plancher et d'une table de pique-nique escamotable en option. Avec les deux sièges arrière divisés en position verticale, la capacité de chargement standard était de 45,7 pieds cubes. Les breaks équipés de la banquette avant et de la banquette arrière rabattable pouvaient accueillir huit personnes ; bien que de plus de deux pieds plus courts que la Mercury Colony Park de 1991, le break Sable est devenu le seul véhicule huit places proposé par Lincoln-Mercury (le minivan Mercury Villager pouvant accueillir sept personnes).
1995 a été la dernière année modèle de la deuxième génération de la Sable ; le niveau de finition rare LTS a été ajouté. Il comportait des sièges baquets en cuir, des jantes en alliage de style Taurus LX, des garnitures spéciales et de nombreux éléments de garniture intérieure en cuir. Le niveau de finition LTS était équipé soit du moteur V6 Vulcan de 3,0 L standard, soit du moteur V6 Essex de 3,8 L en option.

### Production
| Production de la Mercury Sable 1992-1995 | Production de la Mercury Sable 1992-1995 |
| Année                                    | Total                                    |
| ---------------------------------------- | ---------------------------------------- |
| 1992                                     | 127,530                                  |
| 1993                                     | 138,980                                  |
| 1994                                     | 112,783                                  |
| 1995                                     | 115,763                                  |
| Total: 495,056                           |                                          |